# Hrachya Avanesyan
Hrachya Avanesyan je arménský houslista.

## Životopis
Narodil se v Arménii, ale již v 16 letech se přestěhoval do Belgie. V letech 2003-2008 studoval na Královské bruselské konzervatoři u Igora Oistracha, syna legendárního houslisty Davida Oistracha. Od roku 2007 studoval na Queen Elisabeth Music Chapel v Waterloo u Augustina Dumaye.
V roce 2006 na sebe poprvé upozornil, a to tak, že vyhrál první cenu v soutěži Menuhin Competition. O dva roky později vyhrál další soutěž, Carl Nielsen Competition.
Hrál s mnoha světovými orchestry, např. s National Orchestra of Belgium, London Chamber Orchestra, BBC National Orchestra of Wales atd. a hudebníky jako Joshua Bell či Maxim Vengerov.
Hraje na housle "Piatti" z roku 1717 od Stradivaria.

## Diskografie
- Vieuxtemps: Complete Violin Concertos; Henri Vieuxtemps: Houslový koncert č. 1 e dur, Houslový koncert č. 2 fis-dur, Houslový koncert č. 3 a moll, Houslový koncert č. 4 d moll, Houslový koncert č. 5 a moll, Houslový koncert č. 6 g dur, Houslový koncert č. 7 a moll. Vineta Sareika, Patrick Davin, Liege Philharmonic Orchestra, Nikita Boriso-Glebsky, Lorenzo Gatto, Yossif Ivanov, Jolente De Maeyer, Harriet Langley
- Concerto pour violon & orchestre; Antonín Dvořák: Koncert pro housle a orchestr a moll, Romance f moll, Romantické kusy. Augustin Dumay, Marianna Shirinyan, Sinfonia Varsovia
- Schumann: Piano Quartet – Brahms: Piano Quintet; Robert Schumann: Piano Quartet Op. 47, Johannes Brahms: Piano Quintet Op. 34. Boris Brovtsyn, Alexander Chaushian, Diemut Poppen, Yevgeny Sudbin